# Xenopholis undulatus
Xenopholis undulatus är en ormart som beskrevs av Jensen 1900. Xenopholis undulatus ingår i släktet Xenopholis och familjen snokar. Inga underarter finns listade i Catalogue of Life.
Arten förekommer i Brasilien och Paraguay. Honor lägger ägg.